# Burden Passage
Burden Passage är ett bergspass i Antarktis. Det ligger i Västantarktis. Argentina, Chile och Storbritannien gör anspråk på området.
Terrängen runt Burden Passage är kuperad åt nordost, men åt sydväst är den platt. Havet är nära Burden Passage åt sydväst. Trakten är obefolkad. Det finns inga samhällen i närheten.